# Владимир Гойкович
Владимир Гойкович (29 січня 1981) — чорногорський ватерполіст.
Срібний медаліст  Олімпійських Ігор 2004 року, учасник 2008, 2012, 2016, 2020 років. Чемпіон світу з водних видів спорту 2005 року.